# Ust-Bolxeretsk
Ust-Bolxeretsk (en rus: Усть-Большерецк) és un poble del krai de Kamtxatka, a Rússia, que el 2021 tenia 1.463 habitants. És la seu administrativa del districte homònim.